# El sueño de Andalucía
El Sueño de Andalucía es una coproducción de 1951 entre Francia y España, es una película musical dirigida por Luis Lucia y protagonizada por Luis Mariano, Carmen Sevilla y Arlette Poirier.

## Resumen
Luis Mariano es Juanito, un botijero ambulante lleno de buen humor a quien le gusta cantar y la tauromaquia. Carmen Sevilla es Dolores, la hija de la dueña de una posada aficionada al baile. Para evitar que todo quede demasiado excesivo el astuto final nos dice que estamos en una película dentro de otra película.

## Reparto
- Luis Mariano es Juanito Var.
- Carmen Sevilla es Dolores.
- Arlette Poirier es Fanny Miller.
- Perrette Souplex es Pilar.
- Liliane Bert es Greta.
- Andrée Moreau es Doña Augustias.
- José Nieto es Vicente.
- Enrique Guitart es Rodríguez Valiente.
- Fernando Sancho
- Léon Berton es El secretario.
- Jean Berton es El jefe de policía.
- Janine Zorelli
- Fernando Fernández de Córdoba.
- Alexandre Rignault es Pancho.
- Robert Arnoux es Schnell
- Noël Roquevert es Ricardo Garcia.
- Maurice Baquet es Pepe.
- Marujita Díaz
- Carolina Giménez
- Cándida Losada
- Antonio Casal
- Luisa Sala
- Jacques B. Brunius
- Cadex
- Henri Coutet es El capitán.
- Renée Couture
- Paul Demange es el Director.
- Pierre Flourens
- Lucien Guervil
- Beni Deus
- Daniel Mendaille es Doctor.
- Morant
- Mireille Ozy
- Roseline Prince
- Yvonne Yma